# Sabatino de Ursis
Sabatino de Ursis, nome cinese: 熊 三 拔; pinyin: Xióng Sānbá (Lecce, 1575 – Macao, 3 maggio 1620), è stato un gesuita, ingegnere e astronomo italiano.
Fu attivo nella Cina del XVII secolo, durante la prima missione dei gesuiti in Cina.

## Carriera
Sabatino de Ursis entrò nella Compagnia di Gesù a Napoli il 6 novembre 1597. Iniziò i suoi studi a Napoli, li proseguì al Collegio Romano, dove fu allievo di Christoph Grienberger, e a Coimbra in Portogallo, come di prassi per i gesuiti che si imbarcavano per le Indie orientali, e li terminò nel Collegio San Paolo di Macao, dove risiedette dal 1603 al 1606, quando partì per Pechino.
Arrivò a Pechino nel 1607 per aiutare Matteo Ricci con la ricerca astronomica. Lavorò insieme a Xu Guangqi e Matteo Ricci alla traduzione degli elementi di Euclide in cinese e con Ricci alla redazione del Zhifang waiji, il primo atlante globale della Cina .
Sabatino de Ursis ha anche scritto un libro in cinese sull'idraulica occidentale, importante esempio di trasmissione della conoscenza tecnica occidentale alla Cina nel XVII secolo.
De Ursis è famoso per aver predetto un'eclissi, che era stata predetta in modo errato dagli astronomi cinesi tradizionali, il 15 dicembre 1610. Questo fatto fu di grande importanza per i cinesi e consentì ai gesuiti occidentali di lavorare alla riforma della Calendario cinese  Ben presto, però, de Ursis e il suo collega Diego de Pantoja dovettero abbandonare il progetto di fronte all'opposizione degli astronomi cinesi.
Nel 1612, Sabatino tradusse oralmente un lavoro di Agostino Ramelli sui meccanismi idraulici, messo per iscritto da Xu Guangqi. Il libro venne pubblicato sotto il nome di 泰西 水 法 (Tàixī shuǐfǎ, Macchinari idraulici dell'Occidente).
Nel 1616, l'opposizione verso i gesuiti portò a una persecuzione dei cristiani e de Ursis fu espulso e costretto a rifugiarsi a Macao, dove morì 1620.
Al rinnovato suggerimento di Xu Guangqi, un decreto imperiale del 1629 avrebbe permesso nuovamente i gesuiti di lavorare alla revisione del calendario, che sarebbe stata gestita dal gesuita tedesco Johann Schall.

## Pubblicazioni
- Sabatino de Ursis e Xu Guangqi (1612) 泰西水法 (Thai Hsi Shui Fa, Macchinari idraulici dell'Occidente)